# المطار عتیق
المطار عتیق (به عربی: المطار العتیق) یک فرودگاه و منطقهٔ مسکونی در قطر است که در شهرداری دوحه واقع شده‌است. المطار عتیق ۴٫۷ کیلومتر مربع مساحت و ۴۴٬۲۷۵ نفر جمعیت دارد.